# Isolde Stark
Isolde Stark (* 12. März 1945 in Winterberg, Böhmen) ist eine deutsche Althistorikerin und Kinderbuchautorin.
Isolde Stark studierte nach dem Abitur von 1964 bis 1969 Geschichte und Germanistik an der Humboldt-Universität zu Berlin, wo sie auch Hilfsassistentin war. Nach dem Diplomabschluss folgte von 1969 bis 1972 ein Forschungsstudium am Bereich Kulturtheorie/Ästhetik, das sie im Dezember 1972 mit der Promotion zum Thema Die Komödien des Aristophanes und die Krise der attischen Polis. Möglichkeiten, Entwicklung und Grenzen der Alten Komödie als eine Form satirischer, sozialer Selbstkritik beendete. Gutachter waren Elisabeth Charlotte Welskopf, Wolfgang Heise und Marie Simon. Anschließend war es Stark nicht möglich, wissenschaftlich im Bereich der Alten Geschichte tätig zu werden, da sie als Nichtmarxistin denunziert wurde und nicht als linientreu galt. So wurde sie 1972 zunächst Lektorin beim Kinderbuchverlag Berlin, 1973 Wissenschaftliche Assistentin an der Sektion Germanistik der Humboldt-Universität und 1976 Oberkonservatorin für wissenschaftsgeschichtliche Denkmale am Institut für Denkmalpflege in Berlin. 1980 wurde Stark Wissenschaftliche Mitarbeiterin am Wissenschaftsbereich Griechisch-römische Kulturgeschichte des Zentralinstituts für Alte Geschichte und Archäologie, und blieb in dieser Position bis 1991. Während der politischen Wende in der DDR wirkte sie am Runden Tisch der Akademie der Wissenschaften der DDR mit und war Anfang der 1990er Jahre Vorstandsmitglied des Unabhängigen Historikerverbandes.
Von 1992 bis 1996 war Stark am Lehrstuhl für Alte Geschichte des Instituts für Geschichtswissenschaften der Humboldt-Universität im Rahmen des Wissenschaftler-Integrations-Programmes als Wissenschaftliche Mitarbeiterin beschäftigt. Von 1997 bis 2000 war Stark Habilitationsstipendiatin des Kultusministeriums von Sachsen-Anhalt an der Universität Halle. Ihre Habilitationsschrift verfasste sie zum Thema Soziale und mentale Dimensionen des Lachens in der griechischen Komödie. Die Schrift brach mit der gängigen Sicht auf die Griechische Komödie und wurde in Fachkreisen mit Interesse, aber auch Skepsis aufgenommen. Betreuer war Andreas Mehl. Von 2001 bis 2006 war Stark wissenschaftliche Mitarbeiterin in Drittmittelprojekten zu den Themen Religiöse Konflikte in Rom durch neue Götter und Kulte (von der Entstehung des Imperium Romanum bis in die Spätantike) und Elisabeth Charlotte Welskopf und die Alte Geschichte in der DDR an der Universität Halle tätig. Von 2007 bis 2010 arbeitet sie am DFG-Projekt Die Klassische Philologie an der Friedrich-Wilhelms- bzw. Humboldt-Universität zu Berlin zwischen 1933 und 1989 am Institut für Klassische Philologie an der Humboldt-Universität. Zunächst als Privatdozentin, seit 2009 als außerplanmäßige Professorin für Alte Geschichte, lehrt sie weiterhin an der Universität Halle. Seit 2011 ist Stark zudem Stipendiatin der Gerda Henkel Stiftung für das Forschungsprojekt Zwischen Duldung, Verbot und Hinrichtung. Staatliche Maßnahmen gegen fremde oder neue Kultpraktiken im antiken Rom.
Stark beschäftigte sich seit der Wende besonders mit der Geschichte des Faches Alte Geschichte und ihrer Protagonisten in der DDR. Daneben widmet sie sich der Geschichte des Humors in der Antike. Ihre Kinderbücher erlebten jeweils mehrere deutsche Auflagen und wurden auch in andere Sprachen übersetzt.

## Schriften (Auswahl)
Fachliteratur
- mit Rainer Eckert und Ilko-Sascha Kowalczuk (Herausgeber): Hure oder Muse? Klio in der DDR. Dokumente und Materialien des Unabhängigen Historiker-Verbandes Berliner Debatte, Berlin 1994, ISBN 3-929666-13-8.
- Die hämische Muse. Spott als soziale und mentale Kontrolle in der griechischen Komödie, C. H. Beck, München 2004 (= Zetemata, H. 121), ISBN 3-406-52347-1.
- Herausgeberin: Elisabeth Charlotte Welskopf und die Alte Geschichte in der DDR. Beiträge der Konferenz vom 21. bis 23. November 2002 in Halle/Saale, Steiner Verlag, Stuttgart 2005, ISBN 3-515-08457-6 (Rezension bei H-Soz-Kult).

Kinderbücher
- Kleine Ente namenlos, Kinderbuchverlag, Berlin 1976, ISBN 3-358-00112-1.
- Vom Igel, der keiner mehr sein sollte, Kinderbuchverlag, Berlin 1983, ISBN 3-358-00267-5.